# Hrabstwo Traverse
Hrabstwo Traverse (ang. Traverse County) – hrabstwo w stanie Minnesota w Stanach Zjednoczonych. Hrabstwo zajmuje powierzchnię 1517 km². Według szacunków United States Census Bureau w roku 2010 liczyło 3 558 mieszkańców. Siedzibą administracyjną hrabstwa jest Wheaton.

## Miasta
- Browns Valley
- Dumont
- Tintah
- Wheaton